# Byron Metcalf
 Byron Metcalf este un percuționist, muzician și compozitor din Statele Unite de muzică ambient tribal. Este de asemenea cunoscut pebtru colaborările sale cu Steve Roach și Mark Seelig

## Scurtă biografie
Cu peste 40 de ani de experiență ca muzician profesional, Byron Metcalf a interpretat pe albume ce au câștigat premiul Discului de Aur și de Platină, în genurile Pop și Country, iar în ultimii ani a experimentat folosind  tobe, percuție și alte sunete pentru a induce stări neordinare (schimbate) de conștiință, atât în contextul ceremonial cât și terapeutic. Release-ul din 1998, pe CD, Helpers, Guides & Allies... Navigating The Shamanic Landscap, contiunuă să primească recenzii entuziastice din partea comunităților shamanice, de trance dance și terapeutice, fiind situându-se pe poziția 4 în topul Backroads Music din 1998, pentru Cele Mai Bune Selecții în categoria World Music. Byron a colaborat cu binecunoscutul muzician, compozitor și inovatorul sunetului Steve Roach, pentru albumul epic pe 2 discuri, critic salutat The Serpent's Lair, lansat la casa de discuri Projekt Records, în septembrie 2000. Not without risk, a fost cel de-al doilea album solo a lui Byron. Wachuma's Wave, un album de colaborare cu artistul german Mark Seelig și Steve Roach,  a fost ales de Backroads Music, drept Release-ul nr. 1 pentru 2003, la toate categoriile. The Shaman's Heart With Hemi-Sync Monroe Products, a fost câștigătorul COVR 2006 Visionary Award pentru "Best Inner Space/Mediation/Healing CD." Această onoare prestigioasă e considerată a fi la același nivel cu Premiile Grammy, la categoria Visionary/Healing Arts.

## Formare
Byron e de asemenea educator și ghid transpersonal, șaman practiciant, cercetător și profesor. Deține un Ph. D., Doctor în Folosofie, în psihologia transpersonală, un Masterat în Consultare Psihologică și e absolventul programului Grof Transpersonal Training and Eupsychia Institute’s Psycho-Spiritual Integration. Byron a învățat, s-a calificat și a lucrat cu șamani, tămăduitori și învățători psiho-spirituali din multe colțuri ale lumii, inclusiv Stan Grof, Jack Kornfield, Hameed Ali, John Davis, Ph.D., Angeles Arrien, Ph.D., Jose și Lena Stevens, Sandra Ingerman, Don Americo Yabar, și Jose Campos. Timp de peste două decenii, Byron a fost implicat intensiv în cercetări legate de conștient și dezvoltare spirituală, specializându-se în potențialul transformțional al stărilor alternative ale conștiinței. Ca toboșar, percuționist și inginer de sunet, Byron a creat muzică pentru explorarea interioară profundă, diferite practici de meditații și arte de vindecare. Byron e de asemenea absolvent al programului de Masterand în Consultare Psihologică al Prescott College.
Recent Byron s-a retras din cariera sa profesională de consultare de peste 20 de ani pentru a se dedica Strategiilor HoloShamanic, LLC, și dezvoltării programului său de instruire și de asemenea pentru a acorda mai mult timp mucii în studioul său de înregistrare.
Cariera muzicală de succes a lui Byron, are o durată de peste patru decenii și acoperă o mare varietate de genuri și stiluri muzicale. Fiind la vârsta de 15 ani deja un toboșar profesional, el interpretează pe câteva albume ce au câștigat premiul Discului de Aur și de Platină, cel mai remarcabil fiind  albumul The Gambler a lui Kenny Rogers. Byron Metcalf a cântat la concerte de top cum ar fi: Carnegie Hall, The Greek Theater, The LA Forum, Universal Amphitheater, The Grand Ole Opry, și Wembley Arena (Londra), precum și la emisiuni și show-uri ca: The Tonight Show, The Grammy Awards, The American Music Awards, CMA Awards, ACM Awards, Fantasy Island, Hee Haw, Good Ole Nashville Music și multe altele. Din 1988, Byron și-a concentrat talentele sale muzicale către artele de vindecare, creând secvențe muzicale pentru workshop-uri tip Holotropic Breathwork. Pe lângâ priectele sale solo, Byron a colaborat cu artiști precum Steve Roach, Mark Seelig, cu Ron Oates, Jack Coddington și alți câțiva invitați. În 2005, Byron a lucrat îmreună cu Institutul Monroe, pentru a produce de “meta-muzică” pentru albumul acalmat critic “The Shaman’s Heart” (cu Steve Roach),  ce includea tehnologia institutului Hemi-Sync, înserată în piesele albumului. La sfârșitul lui 2006, Insitutul Monroe va mai lansa o versiune de “meta-muzică” pentru cel de-al doilea album solo a lui Byron “Not Without Risk”, re-ordonat și reintitulat “Spirit Gathering”.

## Discografie

### Lucrări solo
- Helpers, Guides & Allies... Navigating The Shamanic Landscape  (1998)
- The Shaman's Heart (2004), Dr. BAM's Music
- A Warning From The Elders (2007), Dr. BAM's Music
- Spirit Gathering With Hemi-Sync® (2008), Dr. BAM's Music

### Colaborări
- The Serpent's Lair (2000), Projekt Records – cu Steve Roach
- Wachuma's Wave (2003), Spotted Peccary Music – cu Steve Roach & Mark Seelig
- Mantram (2004), Projekt Records – cu Steve Roach & Mark Seelig
- Nada Terma (2008), Projekt Records – cu Mark Seelig & Steve Roach
- Dream Tracker (2010), Dr. BAM's Music – cu Dashmesh Khalsa & Steve Roach
- The Shaman's Heart II (2011), Projekt Records – cu Steve Roach

### Compilații & altele
- Space And Time: An Introduction To The Soundworlds Of Steve Roach (2004), Nexter